# Michelangelo Caetani
Pour les articles homonymes, voir Caetani.
Michelangelo Caetani, né à Rome le 20 mars 1804, mort dans la même ville le 12 décembre 1882, est un aristocrate romain, homme d'État, érudit spécialiste de l'œuvre de Dante, et artiste.

## Biographie
Il appartenait à l'antique famille aristocratique des Caetani, qui a donné deux papes (Gélase II et Boniface VIII). Il fut lui-même le 13e duc de Sermoneta et le 3e prince de Teano, titres qu'il reçut à la mort de son père don Enrico (11 mars 1780-21 octobre 1850). Sa mère Teresa (1781-1842) était la fille de Giovanni Gherardo De Rossi (1754-1827), banquier (ministre des finances de la République romaine en 1798/99), et surtout homme de lettres, auteur notamment de comédies, et membre de plusieurs académies littéraires. Michelangelo avait deux frères : Filippo (1805-1864) et Enrico († 1836).
Le palais Caetani de la via delle Botteghe Oscure, habité par Teresa et ses trois fils, fut fréquenté par de nombreux écrivains et artistes de tous pays : Chateaubriand, Paul-Louis Courier, Stendhal, Henry Longfellow, Franz Liszt, Walter Scott, Balzac, Frédéric Ozanam, Ernest Renan, Hippolyte Taine, Edmond About... Stendhal, notamment, fréquenta le palais et sa bibliothèque pendant le temps de son consulat à Civitavecchia (1831/36), et c'est dans cette bibliothèque qu'il trouva la matière de ses Chroniques italiennes ; il était surtout proche du prince Filippo.
Le 29 janvier 1840, le prince Michelangelo épousa Calixta (ou Caliste) Rzewuska (Vienne, 15 août 1810-Rome, 9 août 1842), fille du comte polonais Wenceslas Séverin Rzewuski et de la comtesse Rosalie. Avant de mourir très prématurément de tuberculose, elle lui donna deux enfants : Ersilia (12 octobre 1840-22 décembre 1925), qui fut archéologue, et la première femme membre de l'Académie des Lyncéens en 1879 ; et Onorato (18 janvier 1842-2 septembre 1917), le 14e duc. Il se remaria en 1854 avec l'Anglaise Margaret Knight (1810-1872), et en 1875 avec une autre Anglaise, Harriet Ellis (1831-1906). Aristocrate modérément libéral, il avait de la sympathie pour l'Angleterre. Son fils Onorato épousa aussi une Anglaise, Ada Bootle-Wilbraham.
En février 1848, il devint ministre de la police des États de l'Église sous le cardinal secrétaire d'État Giuseppe Bofondi. Dans cette fonction, il s'occupa notamment de l'émancipation des Juifs, Pie IX ordonnant le 17 avril suivant d'abattre les murs du ghetto de Rome (auquel le palais Caetani se trouvait confiner). Mais dans les troubles des mois suivants, il fut très vite amené à se retirer, et se trouva comme tout le reste de l'aristocratie dans l'opposition absolue à la République romaine proclamée le 9 février 1849, accusée de « communisme ».
Par la suite, il appartint formellement au Comité national italien, constitué pour soutenir la cause de l'unification du pays autour du roi Victor-Emmanuel II, mais sans participation active, d'autant plus qu'il devint aveugle vers 1860. Au moment de la prise de Rome par l'armée italienne, en septembre 1870, il dirigea la députation de la population romaine auprès du roi. Il reçut le collier de l'ordre de l'Annonciade. Franc-maçon, il fut initié dans la loge "Universo", du Grand Orient d'Italie. Il fut président du comité de gouvernement qui organisa le plébiscite de rattachement à l'Italie, et fut ensuite élu deux fois député pour le cinquième collège électoral de Rome (Trastevere). Les Caetani étaient devenus à Rome la famille prééminente de l'aristocratie « blanche », favorable au nouveau régime de l'Italie unifiée.

Comme érudit, il a publié plusieurs études et essais sur la Divine Comédie de Dante, et entretint une correspondance sur cette œuvre avec plusieurs autres érudits. En 1901, la Società Dantesca Italiana a créé une Fondazione Michelangelo Caetani di Sermoneta chargée d'assurer à perpétuité « la pubblica lettura e illustrazione della Divina Commedia » dans la Sala di Dante du musée d'Orsanmichele à Florence.
Comme artiste, il fréquenta notamment les ateliers des sculpteurs Bertel Thorvaldsen et Pietro Tenerani et du peintre Tommaso Minardi, et il conçut des joyaux de style antique qu'il fit réaliser par les orfèvres Castellani.

## Édition
- Giuseppe Lando Passerini (éd.), Epistolario del duca Michelangelo Caetani di Sermoneta, Florence, 1902-1903 (2 vol. ; vol. 2 : Corrispondenza dantesca).
- Carteggio dantesco del duca di Sermoneta con Giambttista Giuliani, Carlo Witte, Alessandro Torri ed altri insigni dantofili, Milan, Ulrico Hoepli, 1883.

## Publications
- Della dottrina che si asconde nell' ottavo e nono canto dell' Inferno, Rome, 1852.
- Di una più precisa dichiarazione intorno a un passo della Divina Commedia nel XVIII canto del Paradiso, Rome, 1852.
- La materia della Divina Commedia di Dante Alighieri dichiarata in VI tavole, Rome, 1855 (et Florence, 1886).
- Matelda nella divina foresta della Commedia di Dante Alighieri, Rome, 1857.
- Tre chiose di M. C. duca di Sermoneta nella Divina Commedia di Dante Alighieri, Rome, 1881.